# Thomas Gaudszun
Thomas Gaudszun (* 15. März 1955 in Berlin) ist ein deutscher Chemiker und Politiker (SPD). Gaudszun gehörte von 1989 bis 1991 und erneut von 1995 bis 1999 dem Abgeordnetenhaus von Berlin an.

## Leben
Thomas Gaudszun nahm nach dem Abitur ein Chemiestudium an der Technischen Universität Berlin auf. Dort wurde er 1982 mit einer Arbeit über ein biochemisches Thema zum Dr. rer. nat. promoviert. Er war anschließend bis 1995 als Lehrer tätig. Seit 1999 ist er Bezirksstadtrat im Bezirksamt Reinickendorf und leitet dort die Abteilung für Kultur, Umwelt und Wohnungswesen. Mit der Mannschaft des TTC Blau-Gold Berlin spielte er Ende der 1990er Jahre in der Tischtennis-Verbandsliga, der höchsten Berliner Spielklasse, und verpasste 1999 nur knapp den Aufstieg in die Oberliga.

## Politik
Thomas Gaudszun trat 1976 in die SPD ein, er war von 1992 bis 1996 Kreisvorsitzender seiner Partei in Reinickendorf. Von 1989 bis 1991 sowie von 1995 bis 1999 vertrat er seine Partei im  Abgeordnetenhaus. Gegenwärtig gehört er der Bezirksverordnetenversammlung Reinickendorf an.